# 市立ひらかた病院
市立ひらかた病院（しりつひらかたびょういん）は、大阪府枚方市にある医療機関である。枚方市病院事業の設置等に関する条例により設置された市立の病院である。2014年の病棟建て替えに合わせて、「市立枚方市民病院」から改称した。

## 概要
救急告示病院であり、2018年度の救急患者数は8,161人。肝炎専門医療機関等にも指定されている。感染症病床8床を有する第二種感染症指定医療機関でもある。公益財団法人日本医療機能評価機構認定病院(3rdG:Ver.1.1(3回目,2017年5月12日認定,2022年4月22日認定有効期限))。性暴力被害者支援ネットワーク協力病院として、性暴力被害者支援ネットワーク事業に協力医療機関として参画している。

## 沿革

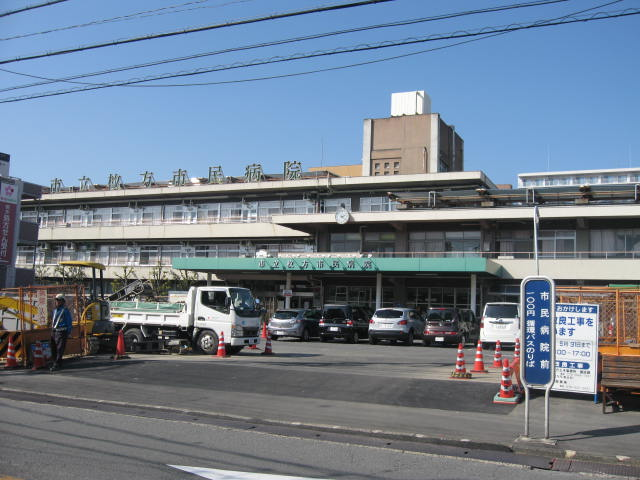
旧病院

- 1949年 - 旧禁野火薬庫の建物を改築して枚方市立伝染病院が開設。
- 1950年4月 - 枚方市特別会計国民健康保険直営市民病院が開院。
- 1955年10月 - 枚方市と津田町の合併により、津田町立病院を国民健康保険直営市民病院の津田分院として開設。
- 1964年5月 - 総合病院の指定。
- 1960年1月 - 市立枚方市民病院に改称。
- 1962年10月 - 診療科目と来院者増加に対応し、新館（鉄筋3階建て）竣工。
- 1965年1月 - 津田分院を廃止。
- 1969年5月 - 新館の北側に新病棟（鉄筋3階建て、地下1階）が竣工。265床へ増床。
- 1979年3月 - 臨床研修指定病院の指定。
- 1990年7月 - 救急病棟を開設。
- 2000年9月 - 地域医療連携室を開設。
- 2004年4月 - 地方公営企業法全部適用。
- 2014年6月 - 新病棟竣工
- 2014年9月 - 新病棟開院。市立ひらかた病院に改称。

## 診療科
- 内科[7]
- 循環器内科[7]
- 消化器内科[7]
- 呼吸器内科[7]
- 小児科[7]
- 消化器外科[7]
- 乳腺・内分泌外科[7]
- 形成外科[7]
- 整形外科[7]
- 脳神経外科[7]
- 心臓血管外科[7]
- 呼吸器外科[7]
- 皮膚科[7]
- 泌尿器科[7]
- 産婦人科[7]
- 眼科[7]
- 耳鼻咽喉科[7]
- リハビリテーション科[7]
- 放射線科[7]
- 歯科口腔外科[7]
- 麻酔科[7]
- 救急科[7]
- 病理診断科[7]
- 精神科[7]

## 医療機関の認定
(この節の出典)
| 保険医療機関 | 労災保険指定病院 |
| 母体保護法指定医の配置されている医療機関 | 生活保護法指定病院（中国残留邦人等の円滑な帰国の促進並びに永住帰国した中国残留邦人等及び特定配偶者の自立の支援に関する法律（平成六年法律第三十号）に基づく指定医療機関を含む。） |
| 臨床研修病院 | 指定自立支援病院（更生医療） |
| 指定養育病院 | 指定自立支援病院（育成医療） |
| 肝疾患診療連携拠点病院 | 原子爆弾被害者医療指定病院 |
| 特定疾患治療研究事業委託医療機関 | 原子爆弾被害者一般疾病医療取扱病院 |
| DPC対象病院 | 指定小児慢性特定疾病医療機関 |
| 指定自立支援医療機関（精神通院医療） | 身体障害者福祉法指定医の配置されている医療機関 |
| 診療科名中に産婦人科、産科又は婦人科を有する病院にあっては、公益財団法人日本医療機能評価機構が定める産科医療補償制度標準補償約款と同一の産科医療補償約款に基づく補償の有無 | 第二種感染症指定医療機関 |
| 公害医療機関 | 地域歯科診療支援病院 |

## 交通アクセス
- 京阪本線・交野線「枚方市駅」南口から禁野方面へ徒歩約20分[8]。
- 京阪本線・交野線「枚方市駅」から京阪バス「甲斐田行」「長尾行」「くずは方面行」乗車、「市立ひらかた病院前」停留所下車[8]。

## 周辺
- 枚方市立保健センター
- 京都銀行 枚方支店
- 関西外国語大学 御殿山キャンパス